# Csepel SC
Csepel SC este un club de fotbal din Pápa, Ungaria care evoluează în Nemzeti Bajnokság III.

## Denumiri
- 1912 - Csepeli TK
- 1932 - Csepel FC
- 1937 - Weisz-Manfréd FC Csepel
- 1944 - Csepel SC
- 1947 - Csepeli Mukás TE
- 1950 - Csepeli Vasas
- 1958 - Csepeli SC
- 1993 - Csepel SC-Kordax
- 1996 - Csepel SC

## UEFA Champions League
| Sezon   | Competitie   | Runda             | Oras   | Club          | Acasa | Deplasare | General |
| ------- | ------------ | ----------------- | ------ | ------------- | ----- | --------- | ------- |
| 1959-60 | Cupa Europei | Preliminary Round | Turcia | Fenerbahçe SK | 2-3   | 1-1       | 3-4     |